# Duoba (köpinghuvudort i Kina, Qinghai Sheng, lat 36,66, long 101,53)
Duoba (kinesiska: 多巴, 多巴镇) är en köpinghuvudort i Kina. Den ligger i provinsen Qinghai, i den nordvästra delen av landet, omkring 21 kilometer väster om provinshuvudstaden Xining. Antalet invånare är 66 767. Befolkningen består av 32 799 kvinnor och 33 968 män. Barn under 15 år utgör 20,0 %, vuxna 15-64 år 72 %, och äldre över 65 år 6,0 %.
Runt Duoba är det ganska tätbefolkat, med 207 invånare per kvadratkilometer. Närmaste större samhälle är Lushar, 19,5 km söder om Duoba. Trakten runt Duoba består i huvudsak av gräsmarker.
Genomsnittlig årsnederbörd är 518 millimeter. Den regnigaste månaden är juli, med i genomsnitt 138 mm nederbörd, och den torraste är januari, med 2 mm nederbörd.